# Вороновка (Омская область)
Вороновка — деревня в Колосовском районе Омской области. Входит в состав Новологиновского сельского поселения.

## История
Основана в 1896 году. В 1928 году состояла из 76 хозяйств, основное население — белорусы. В составе Ново-Логиновского сельсовета Нижне-Колосовского района Тарского округа Сибирского края.

## Население
| 1926 | 2010 |
| ---- | ---- |
| 481  | ↘56  |